# Odontozona spongicola
Odontozona spongicola — вид десятиногих ракоподібних родини Stenopodidae.

## Поширення
Вид поширений на північному сході Тихого океану біля узбережжя США і Канади, проте у 2018 році виявлений біля узбережжя Яви в Індонезії.